# Paco Casal
Francisco «Paco» Casal (São Paulo, Brasil, 7 de agosto de 1954) es un empresario uruguayo vinculado al fútbol, representante de futbolistas, propietario de la empresa Tenfield y del canal de televisión GolTV.

## Biografía
Nació en São Paulo (Brasil) y con siete meses su familia se afincó en Montevideo. Fue alcanzapelotas en el estadio Centenario y, según su propia calificación, un limitado futbolista que nunca destacó.
Con diez años se inicia en el baby fútbol en Defensor, club de la ciudad de Montevideo.
Después de jugar varios años en sus formativas logró debutar en primera división. En sus propias palabras, “era un lateral derecho limitado”. Pese a disputar sólo catorce partidos en Defensor. Con 19 años, fue transferido al Atlético Madrid de España, lo que significó un importante salto en su carrera deportiva.
Tuvo un breve paso por Racing de Santander, De regreso en Uruguay fichó con Nacional de Montevideo, pero no llegó a disputar partidos oficiales. Pasó por el Vasco da Gama de Brasil y terminó su carrera en Fénix después de sufrir una lesión.

## Empresario
En 1980 aún era jugador profesional y se encontraba lesionado en Vasco da Gama, cuando tuvo la oportunidad de negociar el pase de su amigo Juan Ramón Carrasco. Posteriormente vendió a Rodolfo Rodríguez al Santos de Brasil, comenzando de su carrera como representante de jugadores de fútbol.
A fines de la década de los ochenta, negociaba las transferencias de Carlos “Pato” Aguilera, Antonio Alzamendi, Rubén Sosa, Enzo Francescoli, Hugo De León y Nelson Gutiérrez, entre otras figuras de la época.

### Derechos de televisación
En 1998 con el objetivo de competir por los derechos televisivos del fútbol uruguayo, Francisco Casal, se unió con sus exrepresentados Enzo Francescoli y Nelson Gutiérrez creando la empresa Tenfield. En ese mismo año Casal tenía su primera incursión en la industria del entretenimiento, generando un cambio en el mundo del fútbol y una nueva fuente de ingresos para los clubes en Uruguay.
También obtuvo los derechos de la selección uruguaya por medio de un precontrato firmado por la Asociación Uruguaya de Fútbol, el marketing (incluyendo indumentaria), e incluso participó de la organización de amistosos de la selección celeste. También la «televisación de los campeonatos uruguayos».
A partir de 1999, el canal VTV de Tenfield empezó a transmitir los encuentros de cada fecha del fútbol uruguayo y los partidos de eliminatoria.

### GolTV
En 2002 fundó GolTV, una señal concebida para transmitir programas y eventos de fútbol a nivel local. Esta señal se expandió por Latinoamérica desde 2005 y compró los derechos para transmitir varios eventos.
En 2013 GolTV compró los derechos del fútbol peruano, explotándolos en un consorcio con la multinacional Telefónica de España. Tres años después hizo lo mismo en Venezuela y en 2017, también accedió a la televisación del fútbol ecuatoriano. De esta forma se constituyó en la primera empresa de medios en Uruguay con presencia en varios países de las Américas.

## Influencia
En el mundial de Italia 1990, se lo veía en el lugar de concentración y en el banco de suplentes. En 1991, cuando la AUF nombró como entrenador de la selección uruguaya a Luis Cubilla, con quien Casal estaba enemistado, motivó una revolución de los futbolistas por él representados, quienes se negaron a participar en la selección (este incidente se conoció con el nombre de «la guerra de los repatriados»); el potencial del equipo uruguayo se vio así mermado debido a que solo podían ser convocados futbolistas locales, lo que seguramente influyó en la eliminación de la selección durante la Clasificación de la Conmebol para la Copa Mundial de Fútbol de 1994, a manos de la selección de Bolivia. Otro momento en el que Casal demostró su influencia fue el apoyo a una huelga de futbolistas que paralizó toda la actividad futbolística en 1992, en protesta a la quita de puntos al club Basáñez, institución con la que siempre simpatizó; el fútbol se vio paralizado por varios meses y el campeonato local de ese año peligró en su desarrollo.